# 东港站 (大连市)
东港站位于辽宁省大连市中山区，是大连地铁2号线的一个车站，于2017年6月7日随2号线二期工程东段开通投入使用。车站名称“东港”来源于大连市东港商务区。

## 位置
东港站位于中山区港隆路和港东四街交汇口下方，沿港隆路下方设置，B1层为站厅层及站台层，设有两个地下侧式站台。

## 结构
东港站为侧式站台地下站。
| 1层  | 出入口                                   | A-D出入口                        |
| B1层 | 站厅及站台                               | 乘客服务中心                     |
| B1层 | 侧式月台，右边的车门将会打开             |                                  |
| B1层 | █ 2号线列车往大连北站方向 （会议中心）西 |                                  |
| B1层 | 东                                       | █ 2号线列车往海之韵方向 （东海） |
| B1层 | 侧式月台，右边的车门将会打开             |                                  |

## 出入口
车站设置4个出入口，A、B出入口位于港隆路南侧，C、D出入口位于港隆路北侧，A、C两个出入口设置无障碍电梯。
| 出口编号 | 出口指示 | 建议前往的目的地       |
| -------- | -------- | ---------------------- |
| 出口 · A |          | 东港第一小学、港东三街 |
| 出口 · B |          | 港隆路东南侧           |
| 出口 · C |          | 港隆路东北侧           |
| 出口 · D |          | 东方威尼斯水城         |

## 附近公交线路
本站附近暂无公交线路可供接驳。